# Пурех (село)
Пурех (рос. Пурех) — село в Чкаловському міському окрузі Нижньогородської області Російської Федерації.
Населення становить 1505 осіб. Входить до складу муніципального утворення Міський округ місто Чкаловськ.

## Історія
Раніше населений пункт належав до ліквідованого 2015 року Чкаловського району. До 2015 року входило до складу муніципального утворення Пуреховська сільрада.

## Населення
| 2002 | 2010  |
| ---- | ----- |
| 1646 | ↘1505 |